# Insurrezione cecena del 1940-1944

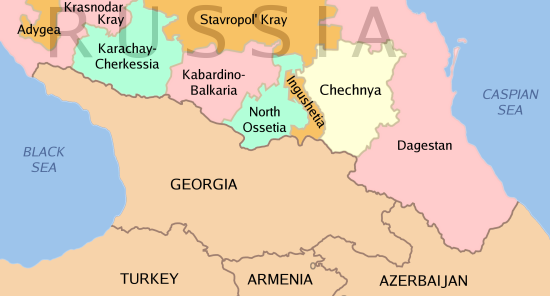
mappa della Cecenia e del Caucaso

L'insurrezione cecena del 1940-1944 fu una rivolta contro le autorità sovietiche nelle montagne caucasiche della Cecenia.

## Sommario
Nel giugno del 1941, sotto il comando di Hasan Israilov, e soprattutto nel corso del 1942 durante la "battaglia del Caucaso", con l'invasione dell'esercito tedesco del Nord Caucaso e fino al 1944 quando ci sarà la deportazione del popolo ceceno e inguscio, ci fu l'insurrezione della Cecenia contro i sovietici.

## L'insurrezione
La prima insurrezione cecena fu ispirata al successo finlandese della guerra d'inverno. Nel febbraio 1940, l'esercito insurrezionale ceceno di Israilov prendeva Galanchozh, Sayasan, Chaberloi e una parte di Shatoysky District. Il governo insurrezionale fu stabilito a Galanchozh.
Mairbek Sheripov dichiarava la guerra all'Unione Sovietica il 22 giugno 1941. Nel febbraio 1942 il suo gruppo iniziava l'insurrezione a Shatoi, Khimokhk e minacciava di occupare Itum-Kale. Le unità armate di Israilov aspettavano con impazienza l'arrivo della Wehrmacht tedesca. Nel vicino Daghestan i locali ribelli occupavano e liberavano dai sovietici Novolakskaya e Dylym.
In molte aree, fino all'80% degli uomini furono coinvolti nell'insurrezione.
Con l'operazione Schamil, il Nordkaukasische Sonderkommando Schamil dell'Abwehr veniva posizionato in Cecenia, coordinando le azioni di sabotaggio con le forze ribelle cecene. Il 25 settembre 1943 paracadutisti tedeschi atterravano a Dachu-Borzoi e Duba-Yurt e prendevano la raffineria petrolifera di Groznyj, per prevenire la sua distruzione da parte dell'Armata Rossa, aspettando l'arrivo del grosso della 1ª Armata corazzata tedesca. Poi tra il 25 e il 27 settembre la suddetta armata corazzata tedesca veniva sconfitta e così i sabotatori del Nordkaukasische Sonderkommando Schamil veniva ritirata da quel settore.
L'insurrezione delle popolazioni cecene e inguscie e l'arrivo dei tedeschi, provocava la diserzione di molti soldati di quelle regioni che erano inquadrati nell'Armata Rossa. Il totale numero dei disertori tra le file sovietiche sarà valutato in ben 62 750 uomini.

## La composizione del Nordkaukasische Sonderkommando Schamil
Ben 200 uomini addestrati dall'Abwehr furono paracadutati nella regione autonoma caucasica del Karačai, 92 all'interno della regione autonoma dei Kabardini-Balkari, e 77 uomini all'interno della Cecenia-Inguscezia.
In questa ultima località furono lanciati 56 uomini (suddivisi in 5 gruppi di kommandos) tra il luglio e l'agosto del 1942; e 3 altri gruppi di kommandos (20 uomini) furono lanciati nell'agosto del 1943.
Questa era la ripartizione secondo i comandanti dei 8 kommandos:
- Tenente Lange, aveva 30 uomini;
- Sottotenente Reichert, aveva 12 uomini;
- Colonnello Osman Gube, alias Osman Saidurov, aveva 5 uomini;
- l'osseto Dzugaev, aveva 5 uomini;
- l'osseto Zosiev, aveva 4 uomini;
- l'inguscio Khamchiev, aveva 8 uomini;
- l'inguscio Khautiev, aveva 6 uomini;
- il ceceno Selimov, aveva 6 uomini.

Queste erano le ripartizioni etniche degli appartenenti ai 77 uomini lanciati nella Cecenia-Inguscezia:
- 5 daghestani;
- 1 cosacco;
- 16 ingusci;
- 1 russo;
- 21 osseti;
- 2 georgiani;
- 13 ceceni;
- 3 kabardini;
- 15 tedeschi.

## Deportazione
Dopo la ritirata tedesca dal Caucaso, le popolazioni dei ceceni e degli ingusci furono trasferite in massa dalle autorità sovietiche, venendo reinsediate in Kazakistan, causando numerosi morti tra i deportati. Da segnalare che nel febbraio 1944 il NKVD compì un vero genocidio contro i ceceni con il massacro di Khaibakh. Le popolazioni deportate dovettero aspettare per il rimpatrio sino al periodo della destalinizzazione.
Qualche gruppo terroristico continuerà la resistenza tra i monti per alcuni anni a seguire.